# Daniel Giraldo
Daniel Eduardo Giraldo Cárdenas (Cali, 1º luglio 1992) è un calciatore colombiano, centrocampista della Juventude.

## Carriera

### Club
Ha giocato nella massima serie colombiana.

### Nazionale
Nel 2022 ha esordito in nazionale.

## Palmarès

### Competizioni nazionali
- Campionato colombiano: 1

Millonarios: 2023-I
- Súper Liga: 1

Millonarios: 2024